# Adolfo Levi
Adolfo Levi (Modena, 20 agosto 1878 – Roma, 9 agosto 1948) è stato un filosofo italiano.

## Biografia
Docente di storia della filosofia all'Università di Pavia dal 1922 fino al 1938, quando, in seguito all’approvazione delle leggi razziali fasciste, fu costretto a lasciare l’insegnamento. Nell'Università pavese è apposta una lapide in sua memoria; la sua biblioteca privata è conservata nella Biblioteca di filosofia dell'Università degli Studi di Roma "La Sapienza". 

## Opere principali
- L'indeterminismo nella filosofia francese contemporanea, Firenze, Seeber, 1900
- La fantasia estetica, Firenze, Seeber, 1913
- Sceptica, Torino, Paravia, 1921
- La filosofia di Giorgio Berkeley, Torino, Bocca, 1922
- Il pensiero di Francesco Bacone, Torino, Paravia, 1925
- La Filosofia di Tommaso Hobbes, Milano-Roma, Dante Alighieri, 1929
- Storia della Filosofia romana, Firenze, Sansoni, 1949
- Storia della sofistica, a cura di Domenico Pesce, Napoli, Morano, 1966
- Il problema dell'errore nella metafisica e nella gnoseologia di Platone, a cura di Giovanni Reale, Padova, Liviana, 1970